# بلهكة بايرام آخوند (شيخ موسي)
بلهکة بایرام آخوند (بالفارسية: بهلکه‌بایرام‌آخوند) هي قرية تقع في إيران في قسم شیخ موسي الريفي. يقدر عدد سكانها بـ 692 نسمة بحسب إحصاء 2016.